# Antonie Sminck Pitloo

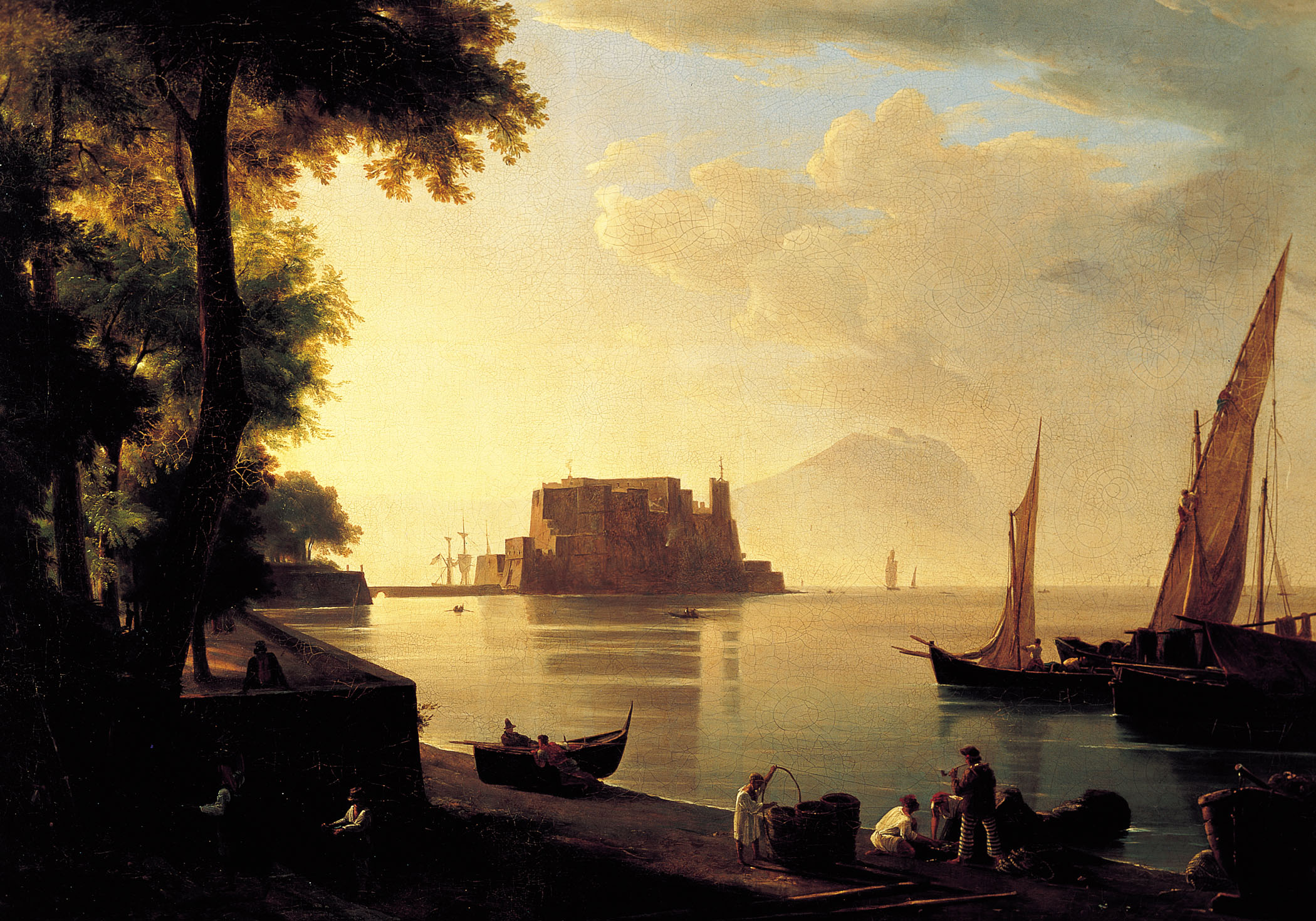
Castel dell'Ovo dalla spiaggia, ca. 1820

Antonie Sminck Pitloo (Arnhem, 8 mei 1790 - Napels, 22 juni 1837) was een Nederlands kunstschilder.
Volgens het doopboek van de Arnhemse Nederlands Hervormde gemeente 1780-1806 werd Antony Smink Pitlo gedoopt op 9 mei 1790, als zoon van Gerrit Pitlo (1743-1812) uit Tiel en Adriana van der Sloten (ca. 1752-1836) uit Arnhem. Zijn moeder was een dochter van Michiel van der Sloten en Maria Elisabeth Sminck. In de achttiende eeuw werden al deze familienamen op verschillende wijze geregistreerd: naast Pitlo kwam ook voor Pitloo, Pietlo(o), Pitelo(o) en Pittelo(o). Van der Sloten werd ook geschreven als Van der Slooten en Sminck ook als Smink. Na zijn overlijden plaatste de familie een advertentie waarin hij Antoon Sminck Pitlo werd genoemd. Op het grafmonument op de begraafplaats Cimitero Acattolico di S. Maria della Fede in Napels is als geboortedatum van Anton Sminck van Pitloo 8 mei 1790 vermeld. In Italië is hij ook bekend als Antonio Pitloo.      
Pitloo (die eigenlijk Pitlo heette, maar een extra letter aan zijn naam toevoegde om tijdens zijn verblijf in Italië te voorkomen dat hij voor een Italiaan werd aangezien), volgde van 1803 tot 1808 een opleiding aan het stads- en tekengenootschap Kunstoefening in Arnhem. Vervolgens trok hij naar Parijs, waar hij de bescherming genoot van Lodewijk Napoleon, destijds vorst van het Koninkrijk Holland. Pitloo kreeg van hem een toelage als élève-pensionnaire, als voorloper op de Prix de Rome. Hij studeerde hier tussen 1808 en 1810 bij de schilders Jean-Joseph Bidauld en Jean-Victor Bertin. Aan zijn verblijf kwam na de val van Napoleon in 1815 een eind. Van 1811 tot 1819 verbleef hij in Rome. Uiteindelijk vestigde hij zich in Napels, op uitnodiging van de Russische diplomaat en kunstkenner graaf Grigory Vladimirovich Orloff. In 1816 werd hij aangesteld als onderwijzer in de landschappen aan de plaatselijke academie.  
In Napels werd Pitloo de voorman van de door hem opgerichte School van Posillipo, genoemd naar de wijk van de stad waar hij verbleef. De schilders, onder wie zijn leerlingen Giacinto Gigante en Achille Vianelli en zijn Belgische vriend Frans Vervloet, werkten onder zijn invloed en in navolging van Camille Corot en William Turner in de open lucht (en plein air) en kunnen daarmee als voorlopers worden beschouwd van de latere impressionisten.
Rond 1830 werd Pitloo benoemd tot directeur van de Academie van Beeldende Kunsten in Napels.
Hij overleed tijdens een cholera-epidemie in de stad en werd begraven op de plaatselijke Engelse begraafplaats. Hij liet een vrouw en zes kinderen achter, volgens berichten in kommervolle omstandigheden. Hierop werd door enkele bevriende Nederlandse kunstenaars via een loterij een verkoop van 225 "Schilderijen, Teekeningen en Kunstwerken" ter waarde van fl. 5.500 georganiseerd, om het vergaarde bedrag ter beschikking te kunnen stellen van zijn weduwe en hun kinderen. Deze kunstwerken werden gedurende een tiental dagen tentoongesteld in de Loterijzaal aan het Haagse Binnenhof.
Zijn jong overleden zoon was eveneens werkzaam als kunstschilder.

## Trivia
- Bij gelegenheid van het 25-jarig jubileum van prof. mr. A. Pitlo hadden drie medewerkers van Pitlo hem willen verrassen met een bijzonder cadeau. Op een begraafplaats bij Napels lag begraven een ver familielid van Pitlo, deze 19e-eeuwse schilder Pitloo. In 1970 dreigde deze begraafplaats te worden opgeruimd, vanwege uitbreidingsplannen van de stad Napels. De drie medewerkers van Pitlo hadden het plan opgevat om de plaquette van het graf op te halen en als cadeau aan te bieden aan de jubilerende hoogleraar. De Engelse consul, onder wie de begraafplaats viel, had hiervoor toestemming verleend. Bij de grens had een oplettende douanier de uitvoer van de plaquette echter verhinderd en zodoende was de als cadeau bedoelde plaquette nooit de jubilaris overhandigd.[4]
- Deze plaquette op de monumentale tombe bevatte de volgende tekst: "Pensionnaire du Roi de Hollande à Paris et ensuite a Rome. Vïnt à Naples en 1816 où il obtient par concours la place de professeur de paysage a l'académie royale. — Peintre aussi distingué que maitre habile il porte son école à l'état florissant où nous le voyons aujourd'hui. Plus reconnaisable encore pour ses qualités morales, bon père, bon époux, maitre affectueux, d'un caractère doux et modeste. Il est mort, hélas, trop tôt, emportant les regrets de tous ceux qui l'ont connu." Rond de jaren 1920 vatte de stad Napels het plan op de tombe te herstellen. Dat plan is niet uitgevoerd waarop begin jaren 1930 een naamgenoot van de schilder herstelwerkzaamheden liet uitvoeren.
- In Napels is een straat naar hem genoemd, de Via Antonio Pitloo.[5]
- Na het overlijden van mevrouw W.M.S. Pitlo-van Rooijen, werden uit haar nalatenschap in april 1992 drie Italiaanse landschappen van Pitloo geveild.[6]
- Enkele werken van Pitloo zijn te zien in het Museum Paul Tetar van Elven te Delft. Na het overlijden van Paul Tétar van Elven in 1896 was zijn weduwe Mechelina Maria Josephina (Helena) van Duuren (1852-1925) in 1899 hertrouwd met majoor Gerrit Anne Pitlo (1848-1918). De schilder Pitloo was zijn oudoom.
- De kunstschilder Everhardus Koster was een aangetrouwd lid van de familie Pitlo, door zijn huwelijk met een nichtje van Antonie Sminck Pitloo.
- Meerdere werken van Pitloo behoren tot de collectie van het Palazzo Zevallos Stigliano in Napels.